# Bad Schlema
Bad Schlema frazione del comune di Aue-Bad Schlema in Sassonia, Germania, nel circondario dei Monti Metalliferi. 
Già comune autonomo, a partire dal 1º gennaio 2019 si è fuso col comune di Aue per costituire il nuovo comune di Aue-Bad Schlema.